# MAN Ackerdiesel

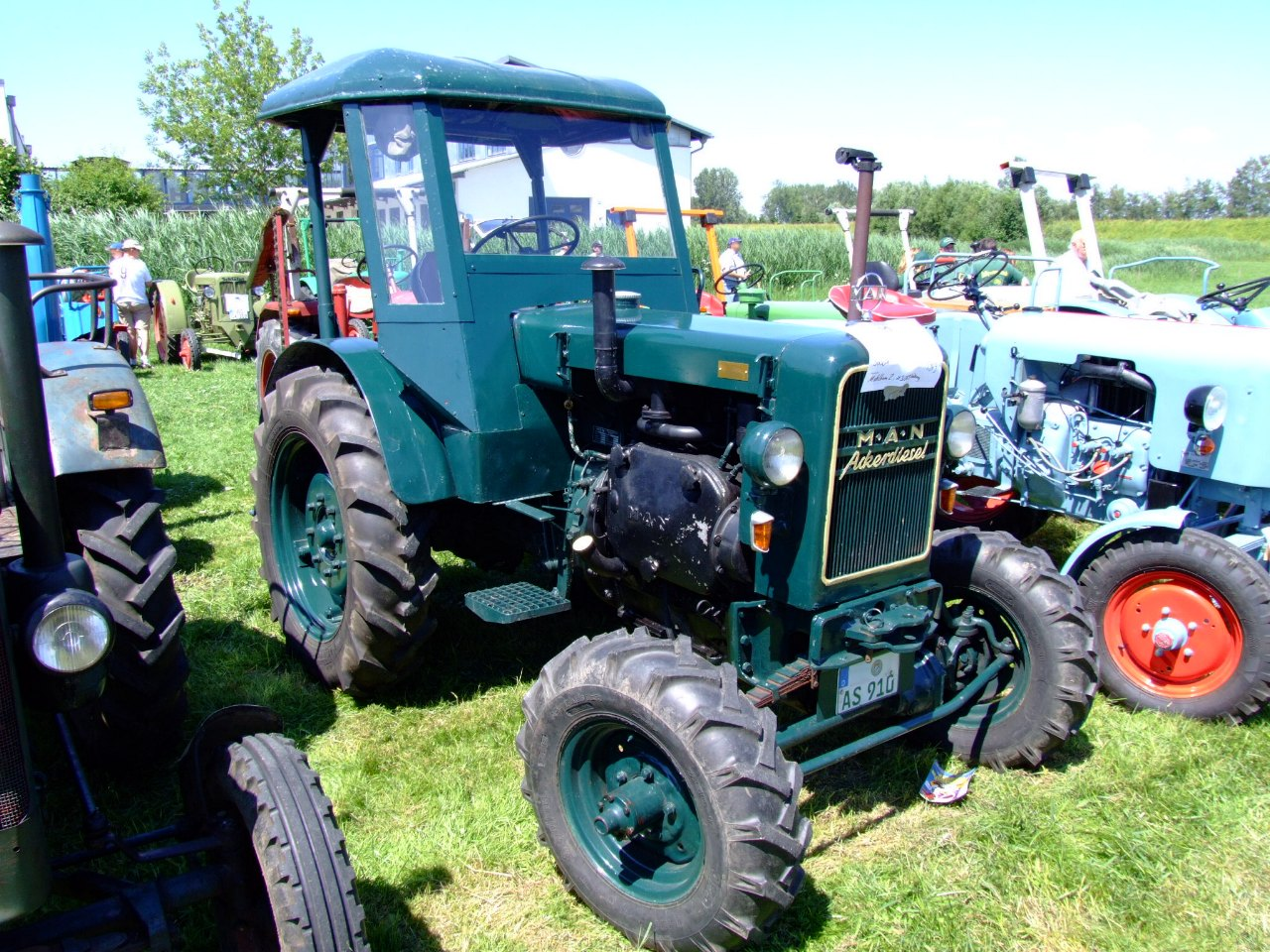
MAN AS 325 A (1949)

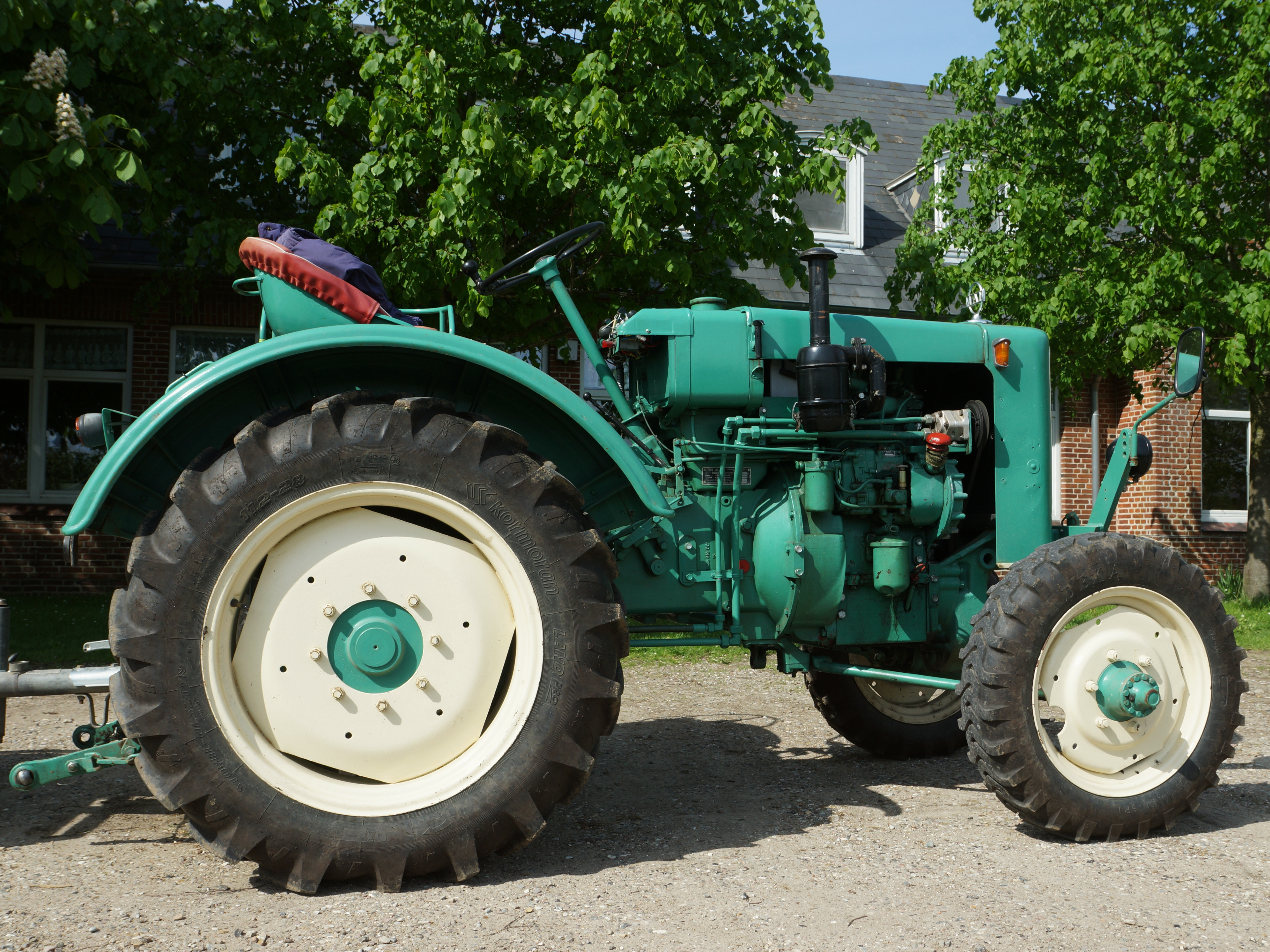
MAN A 25 A (1956)

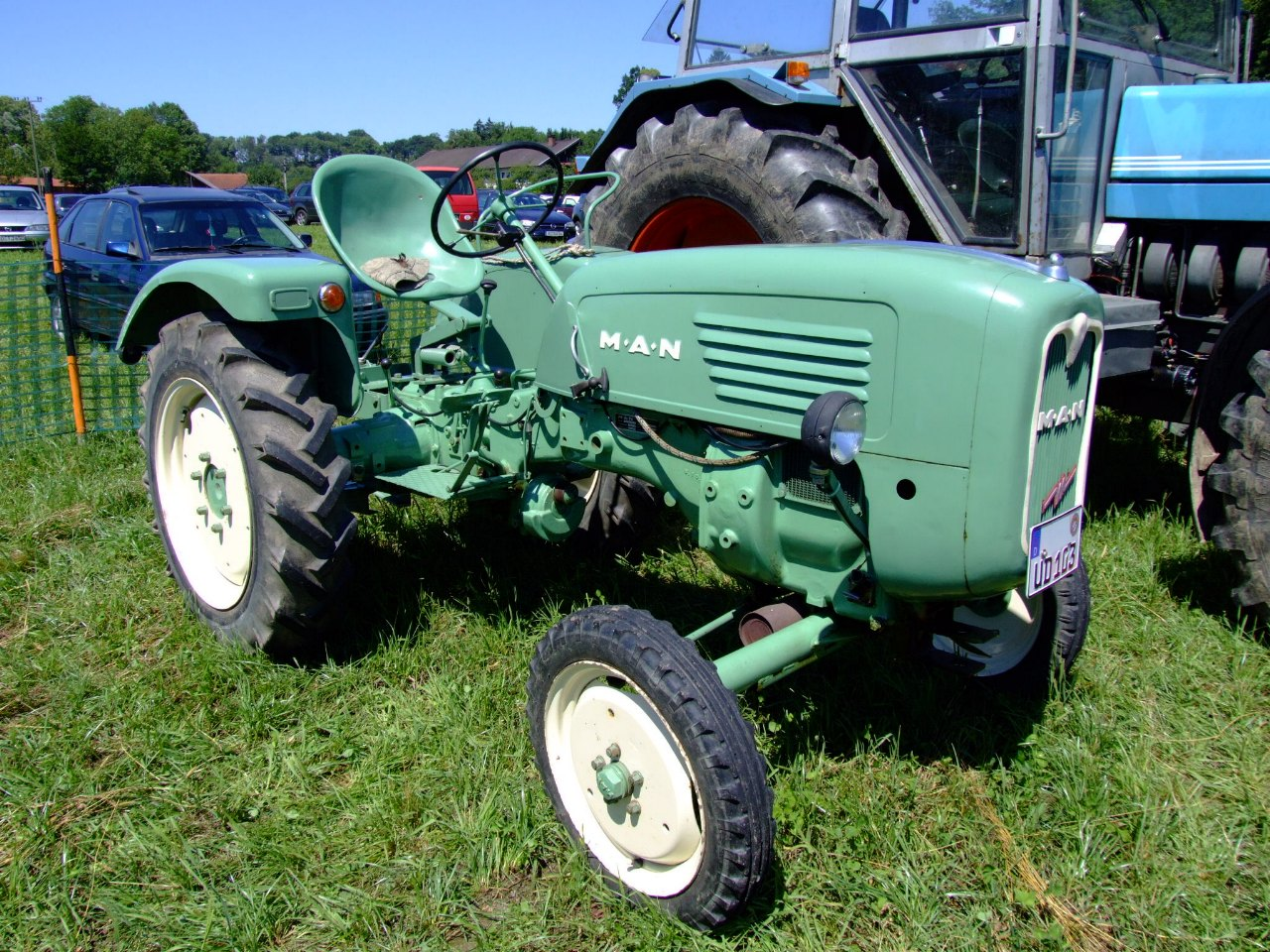
MAN 2F1 (1959)

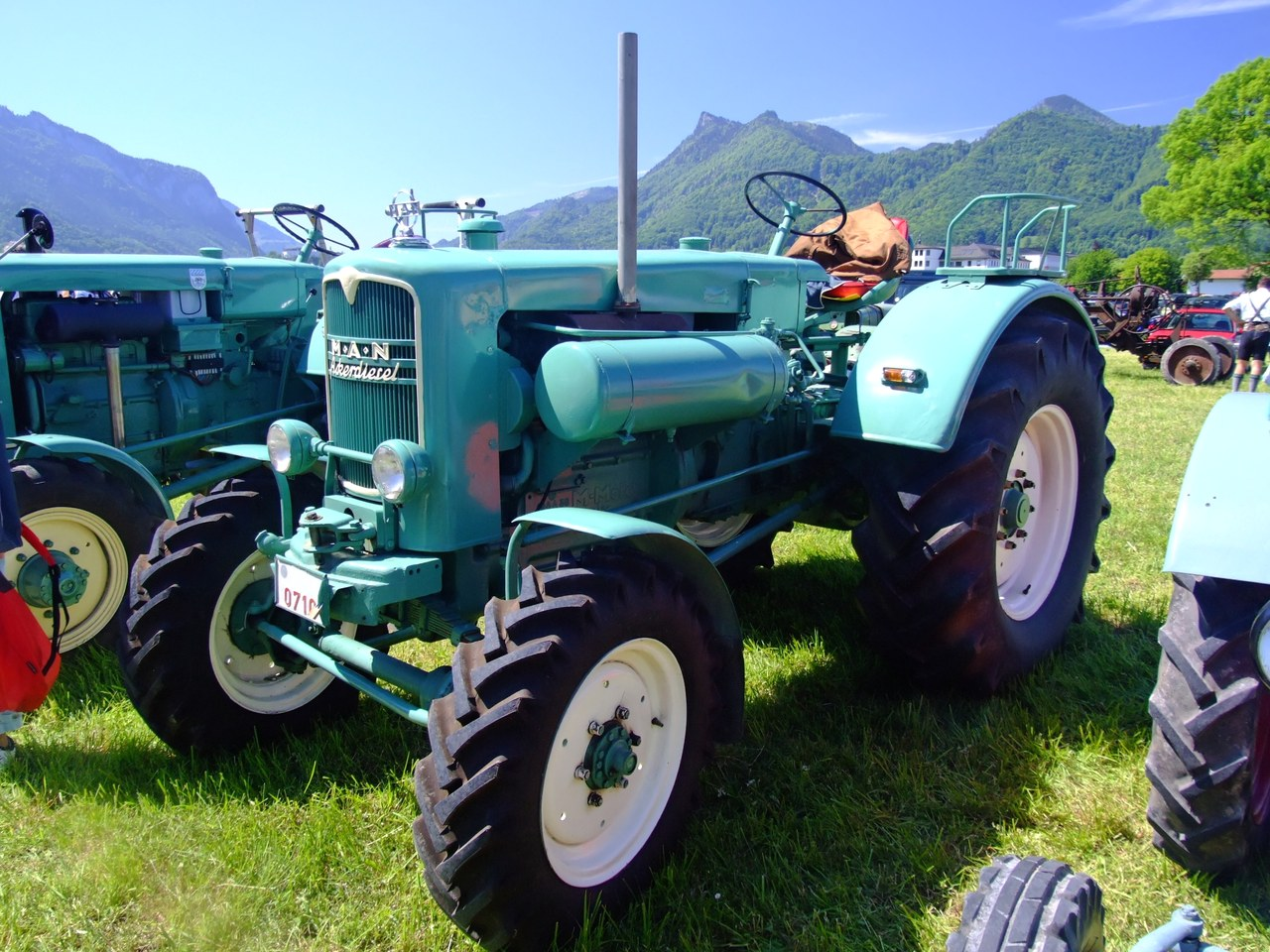
MAN 4R2 (1959)

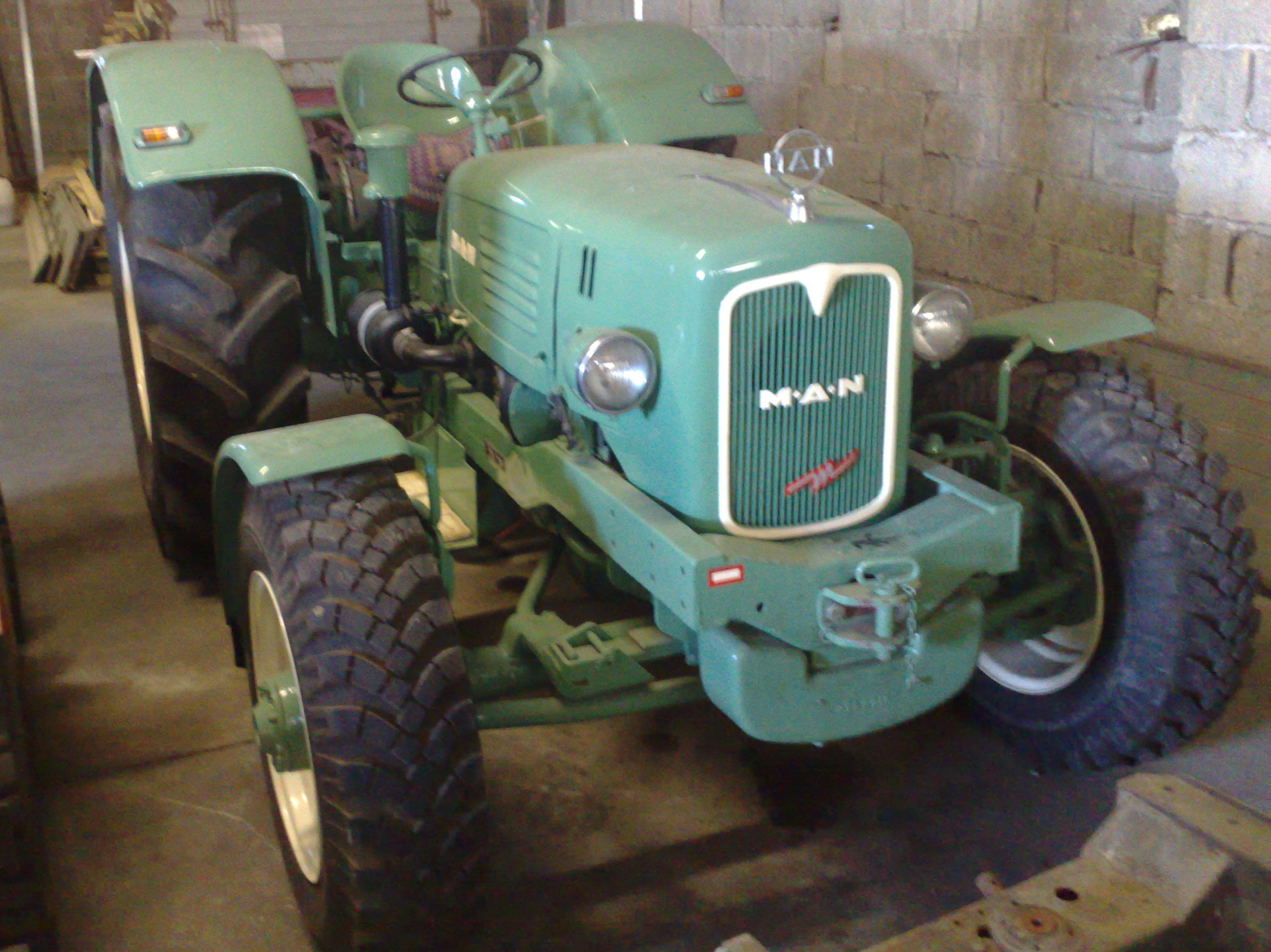
MAN 4S3 Prototyp (1963)

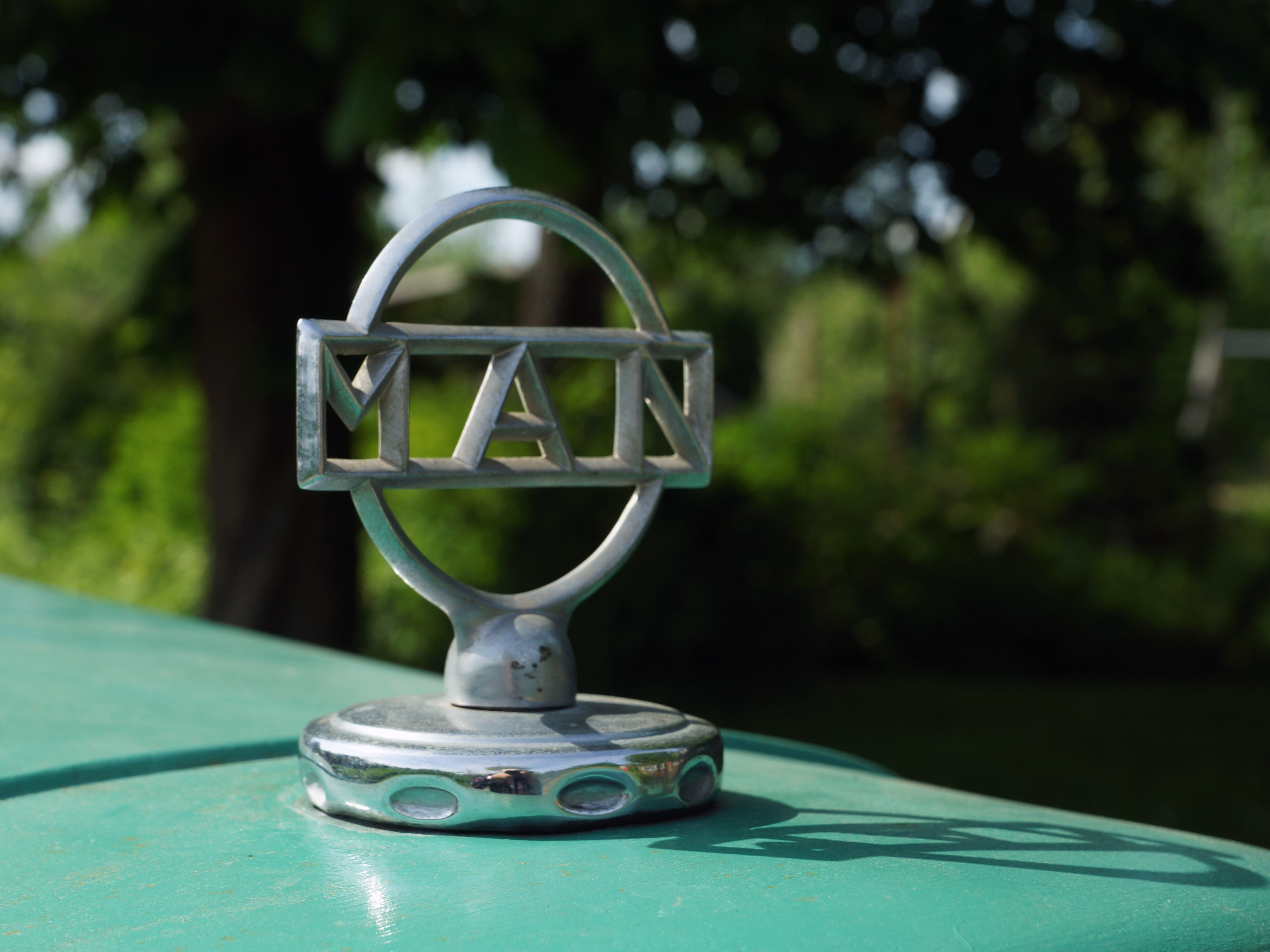
MAN-Emblem auf der Motorhaube eines A25A

MAN Ackerdiesel bezeichnet Traktoren, die von 1921 bis 1962 von MAN gefertigt wurden.

## Geschichte
Das erste Modell von 1921 war ein sogenannter Tragpflug. Ab 1923 wurde ein Kleintraktor mit 20 PS angeboten. Jedoch wurde der Bau von Traktoren bereits kurz danach zugunsten des lukrativeren LKW-Baus wieder eingestellt.
Aufgrund hoher Nachfrage aus den östlichen Gebieten Deutschlands wurde 1938 dann die Traktorenproduktion mit einem 50 PS starken so genannten Ackerschlepper (MAN AS250) wieder aufgenommen. Dieser Traktor zeichnete sich gegenüber der Konkurrenz durch besonders niedrigen Diesel-Verbrauch aus, bis Ende 1944 wurden circa 1.300 Fahrzeuge, größtenteils in Frankreich bei der Firma Latil gebaut.
Auch nach dem Zweiten Weltkrieg baute MAN Traktoren, jetzt überwiegend Allrad-Modelle, beispielsweise den Typ AS 325A. MAN konnte in der Folgezeit bis etwa 1962 circa 50.000 Traktoren der Leistungsklassen von 14 bis 60 PS herstellen. Der deutsche und internationale Markt für Traktoren begann sich zu diesem Zeitpunkt zu konsolidieren, sodass MAN 1962 die Fertigung mit Porsche-Diesel zusammenlegte. 1963 verkaufte Porsche seine Traktoren-Sparte an Renault, was auch zur Produktionseinstellung der Ackerdiesel führte. Renault verkaufte seine Traktorensparte zwischen 2003 und 2008 sukzessiv an Claas.
Die Kühlergrills der MAN-Ackerdiesel waren im Design denen der damaligen MAN-LKW ähnlich; letztere trugen den Schriftzug „MAN-Diesel“. Heute sind MAN-Traktoren zu einem beliebten Sammlergut geworden.

## Typenübersicht
Es wurden Traktoren mit folgenden Typenbezeichnungen vertrieben (A = Allradantrieb; H = Hinterradantrieb; bei dreistelligen Bezeichnungen sagt die erste Ziffer aus, wie viele Räder angetrieben werden, die letzte ist als fortlaufende Versionsnummer zu sehen und der mittlere Buchstabe gibt die Leistungsklasse an):
Typenbezeichnung ab 1938
AS 250 •
AS 325 A •
AS 325 H •
AS 330 A •
AS 330 H •
AS 430 A •
AS 430 H •
AS 440 A •
AS 542 A •
AS 718 A
Typenbezeichnung ab 1955
A25A •
A32A •
A32H •
A32A/O •
A32H/O •
A45A •
A50A •
B18A/O •
B18A •
B45A •
B45A/O •
C40A •
C40H •
C40A/O •
C40H/O •
D40A
Typenbezeichnung ab 1957
2F1 •
2F1S •
2K1 •
2K2 •
2K3 •
4K1 •
2L1 •
2L2 •
2L3 •
2L4 •
2L5 •
4L1 •
4L2 •
2N1 •
4N1 •
4N2 •
2P1 •
4P1 •
2R1 •
2R2 •
2R3 •
4R1 •
4R2 •
4R3 •
2S1 •
2S2 •
4S1 •
4S2 •
4S3 •
4T1